# Yun Chi-ho
Đây là một tên người Triều Tiên, họ là Yun.
Yun Chi-Ho (Hangul: 윤치호, âm Hán Việt: Doãn Trí Hạo, Hanja: 尹致昊, sinh ngày 26 tháng 12 năm 1864 – mất ngày 9 tháng 12 năm 1945), tên hiệu là Jwaong (Hangul: 좌옹, 佐翁, âm Hán Việt: Tá Ông), là một mục sư giám lý và đồng thời là một chính trị gia. Ông là một trong những nhà lãnh đạo tiêu biểu của phong trào đấu tranh giành độc lập của nhân dân Triều Tiên nhằm chống lại, thoát khỏi khỏi sự thống trị của Đế quốc Nhật Bản. Ông là bác của Yun Bo-seon, Tổng thống thứ hai của Đại Hàn Dân Quốc. Ông qua đời vào ngày 9 tháng 12 năm 1945 tại Kaesong.

## Tác phẩm
- Nhật ký của Yun Chi-ho
- Pocket Book of English Language Grammar (hangul:영어문법첩경): it's The first English language grammar and collection of English Dictionary's of Korea.
- Chanmiga (Các bộ sưu tập thánh ca Cơ Đốc giáo)
- Hài hước sách